# (7427) 1992 VD
1992 في دي (ويعرف أيضًا باسم (7427) 1992 في دي وفق تسمية الكوكب الصغير) (بالإنجليزية: 1992 VD)‏ هو كويكب ضمن حزام الكويكبات؛ وترتيبه 7427 من حيث الاكتشاف.
اكتُشف هذا الجُرم الفلكي بواسطة Nobuhiro Kawasato ‏ في 2 نوفمبر 1992.

## وصلات خارجية
- (7427) 1992 VD في قاعدة بيانات مختبر الدفع النفاث لأجرام النظام الشمسي الصغيرة

- الاكتشاف · مخطط المدار ·  العناصر المدارية · المعلمات المادية

- (7427) 1992 VD على موقع ويكي سكاي: DSS2, SDSS, GALEX, IRAS, Hydrogen α, X-Ray, Astrophoto, Sky Map, Articles and images